# Peperomia rhombiformis
Peperomia rhombiformis är en pepparväxtart som beskrevs av William Trelease. Peperomia rhombiformis ingår i släktet peperomior, och familjen pepparväxter. Inga underarter finns listade i Catalogue of Life.